# Belette d'Amazonie
Espèce
Répartition géographique
Statut de conservation UICN

 LC  : Préoccupation mineure
La belette tropicale (Neogale africana) ou belette d’Amazonie, est une espèce de carnivore de la famille des mustelidés. Contrairement à ce que sa dénomination spécifique (africana) laisse supposer, cette espèce vit en Amérique du Sud et non en Afrique. 